# Парк юрского периода (фильм)
«Парк ю́рского пери́ода» (англ. Jurassic Park) — американский приключенческий научно-фантастический фильм 1993 года режиссёра Стивена Спилберга и продюсеров Кэтлин Кеннеди и Джералда Молена. Главные роли исполнили Сэм Нилл, Лора Дерн, Джефф Голдблюм и Ричард Аттенборо. Фильм основан на одноимённом романе Майкла Крайтона, это первый фильм в оригинальной трилогии.
Фильм был подкреплён обширной маркетинговой кампанией стоимостью в 65 миллионов долларов, которая включала в себя лицензионные сделки с более чем 100 компаниями.
Действие кинокартины происходит на вымышленном острове Нублар, расположенном у тихоокеанского побережья Центральной Америки недалеко от побережья Коста-Рики, где богатый бизнесмен по имени Джон Хаммонд и команда генетиков создали своего рода национальный парк клонированных динозавров. Когда промышленный саботаж приводит к полному выходу из строя энергетических объектов парка, небольшой группе первых его посетителей, включая внуков Хаммонда, приходится бороться за выживание и бежать с опасного острова.
Фильм получил более 20 наград, в том числе три премии «Оскар» за технические достижения в области звука, монтажа звуковых эффектов и визуальных эффектов. В 2011 году фильм вошёл в список наиболее достоверных научно-фантастических фильмов по версии НАСА. В 2018 году фильм был выбран для сохранения в Национальном реестре фильмов США, как имеющий особенное культурное, историческое или эстетическое значение.
После были сняты продолжения, постепенно сформировавшие одноимённую медиафраншизу; в том числе — «Парк юрского периода: Затерянный мир» (1997), «Парк юрского периода III» (2001), «Мир юрского периода» (2015), «Мир юрского периода 2» (2018), «Мир юрского периода: Господство» (2022) и «Мир юрского периода: Возрождение» (2025). Также было выпущено множество видеоигр и комиксов по мотивам фильмов.

## Сюжет
Глава компании «InGen», профессор Джон Хаммонд, находит способ воссоздания динозавров посредством генной инженерии. Генетический материал он находит в москитах, которые миллионы лет назад пили кровь динозавров, а потом, сев на дерево, увязали в древесной смоле, сохранив, таким образом, ДНК динозавров. Недостающие фрагменты кода в ДНК генетики дополнили фрагментами кода современных животных, в частности, некоторых видов лягушек. Хаммонд создаёт огромный парк, обитатели которого — динозавры.
При транспортировке одного из велоцирапторов (названные так в фильме динозавры на самом деле являются дейнонихами) происходит инцидент, приводящий к смерти сотрудника. Из-за этого инвесторы начинают давить на Хаммонда и заставляют его перед открытием парка провести пробную экскурсию для компетентных лиц. В качестве таких экспертов Хаммонд выбирает палеонтологов Алана Гранта и Элли Сэттлер, математика Яна Малкольма и юриста своих инвесторов — Дональда Дженнаро. Все приглашённые просто шокированы, увидев настоящих живых динозавров, вроде брахиозавра. Однако в ходе обсуждения на стороне Хаммонда, желающего открыть парк, остаётся только юрист. Остальные относятся к такой затее с большой осторожностью и сомнением. Хаммонд начинает экскурсию для своих посетителей. После короткого мультфильма, демонстрирующего технологию воссоздания вымерших видов, гости попадают в лабораторию, где выводят динозавров. Там они наблюдают, как из яйца вылупляется велоцираптор. Тот факт, что на острове разводят хищников, начинает тревожить Гранта. Малкольм интересуется, как сотрудникам парка удаётся контролировать популяцию. Учёный-генетик уверяет его, что все особи на острове женского пола и, следовательно, самовольное размножение динозавров невозможно. После этого четверо посетителей отправляются на экскурсию по парку на двух автоматических электромобилях. К ним присоединяются внуки Хаммонда — Лекси и Тимми. Однако динозавры не желают появляться ни просто так, ни за приманкой. По дороге гости парка выходят из машин, чтобы посмотреть на заболевшего трицератопса. После осмотра все, кроме Элли, которая остаётся с ветеринаром присматривать за трицератопсом, возвращаются в машины. Тем временем один из сотрудников парка, недовольный своей зарплатой и подкупленный конкурентами программист Деннис Недри, отключает систему защиты, чтобы получить доступ к хранилищу эмбрионов, из которого он планирует выкрасть их. Вместе с тем на острове начинается тропический шторм и мощный ливень. Опаздывая на корабль, который отплывает от острова парка всего через несколько минут, Деннис не справляется с управлением и застревает на своём джипе. Пытаясь вытащить джип лебёдкой, Недри встречается с дилофозавром и становится его жертвой.

Карта Коста-Рики. Кокос — необитаемый остров в Тихом океане, послуживший прототипом вымышленного острова Нублар, где разворачивались события фильма.

После того как система защиты оказывается отключенной, электромобили с экскурсантами останавливаются — прямо напротив загона тираннозавра. Поняв, что защитное напряжение отключено, тираннозавр ломает ограждение и выходит к электромобилям с посетителями парка. Охваченный ужасом, юрист Дональд забегает в стоящий рядом туалет. Дети, оставшиеся в первой машине, ненароком привлекают внимание тираннозавра, который нападает и переворачивает их машину. Пытаясь отвлечь динозавра на себя, Ян получает серьёзную травму ноги и оказывается погребённым под обломками туалета, который разрушает тираннозавр. Затем последний съедает прятавшегося в туалете Дженнаро. Добежав до первой машины, Алан успевает вытащить из неё Лекси, но Тимми остаётся застрявшим в перевернувшейся машине. Тираннозавр возвращается к ней и сбрасывает с обрыва вместе с Тимми. Таким образом, Алан и внуки Хаммонда оказываются одни в парке. На пути в центр управления они находят скорлупу от яиц, из которых вылупились новорожденные динозавры. Это подтвердило опасения Яна Малкольма о том, что жизнь «прорвётся через преграды»: появились особи мужского пола, так как для восстановления повреждённых ДНК использовались части ДНК современных амфибий (таких, как изменчивая тростнянка), способных при надобности менять свой пол.

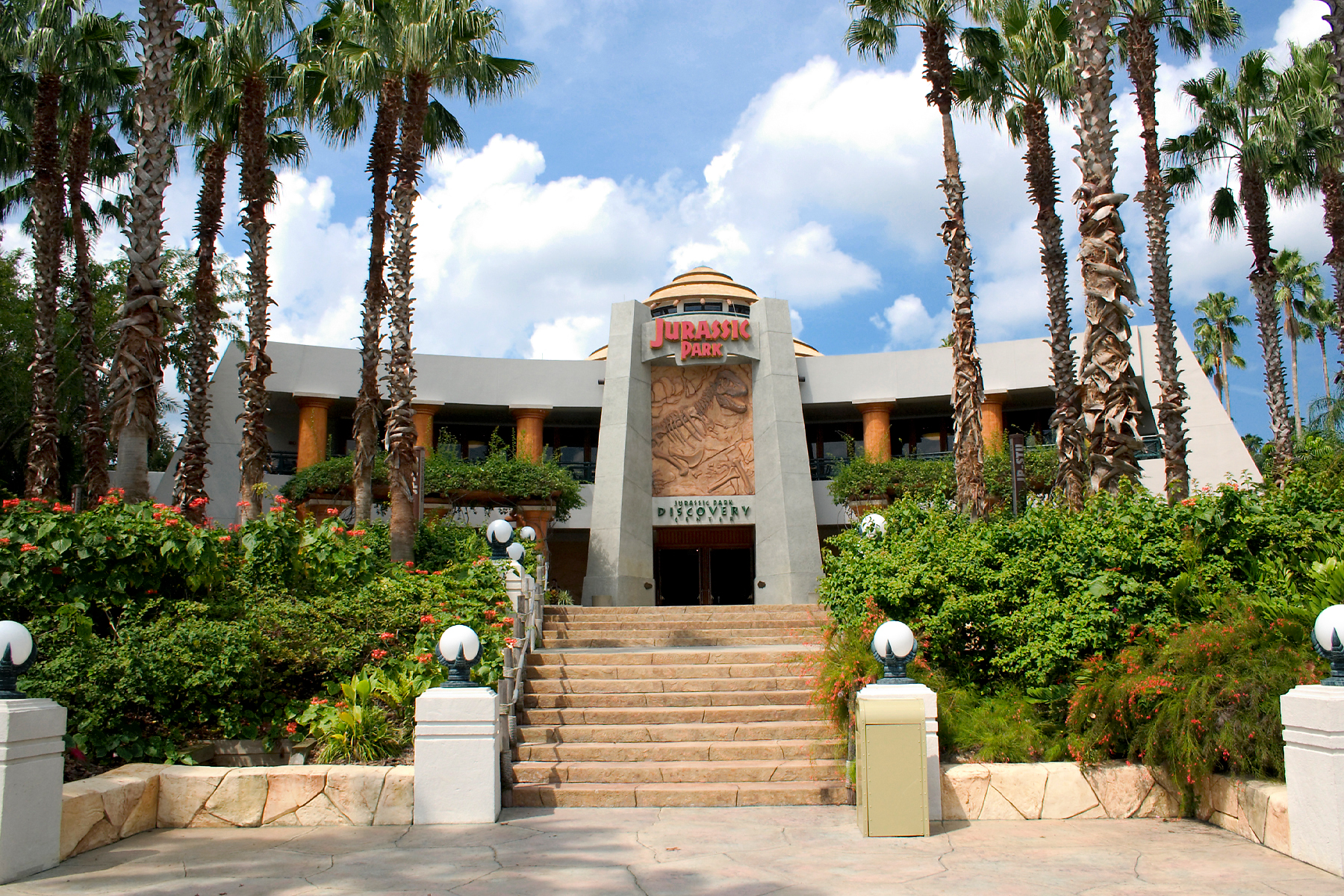
Модель Центра для посетителей

Раненого Яна Малкольма находят Элли и смотритель парка, профессиональный охотник Роберт Малдун. Все трое, сев в джип, с трудом отрываются от преследования вернувшегося тираннозавра. Они присоединяются к Джону Хаммонду и главному инженеру Рэю Арнольду, пытающимся вновь запустить систему безопасности. После перезагрузки системы требуется запустить генераторы в бункере, расположенном неподалёку от центра управления. Сначала к нему отправляется сам Арнольд. Он долго не возвращается, что вызывает беспокойство у оставшихся, позже выяснится, что он погиб. К бункеру направляются Элли и Роберт. После выхода на поверхность Малдун понимает, что велоцирапторам удалось выбраться из специального укреплённого загона, и теперь ему и Элли грозит смертельная опасность. Отправляя Элли к бункеру, Роберт намеревается застрелить преградившего путь велоцираптора. Однако тот оказывается не один. Пока Роберт готовится в него выстрелить, другой велоцираптор нападает на него сбоку и убивает. Элли успевает добежать до распределительного щитка. На нём она поочерёдно запускает системы. Она натыкается на откушенную руку Арнольда и подвергается нападению велоцираптора, но ей удаётся сбежать, заперев его в бункере.
Тем временем Алан, Тимми и Лекси добираются до ограды, в которой отсутствует напряжение. Через ограду успевают перелезть Лекси и Алан, но Тимми не успевает спуститься, до того как Элли включает систему, отвечающую за напряжение на оградах. Из-за этого Тимми получает серьёзный удар током, но Алан спасает его, сделав искусственное дыхание.
Затем Алан, Тимми и Лекси добираются до гостевого центра. Дети временно остаются одни. Гостевой центр оказывается небезопасным местом, туда проникают два велоцираптора — те догадались, как пользоваться дверными ручками. Тем не менее, детям удаётся спастись. Алан встречает Элли, возвращается в гостевой центр и находит там перепуганных детей. Вчетвером они пытаются скрыться от преследующих их велоцирапторов. В холле двое велоцирапторов окружают их, но в самый последний момент один из них становится жертвой внезапно появившегося тираннозавра. После гибели своего сородича второй велоцираптор бросается на тираннозавра, но тоже погибает. Воспользовавшись моментом, Алан, Элли, Тимми и Лекси сбегают оттуда. Присоединившись к Хаммонду и Малкольму, все садятся на вертолёт и улетают с острова.

## В ролях

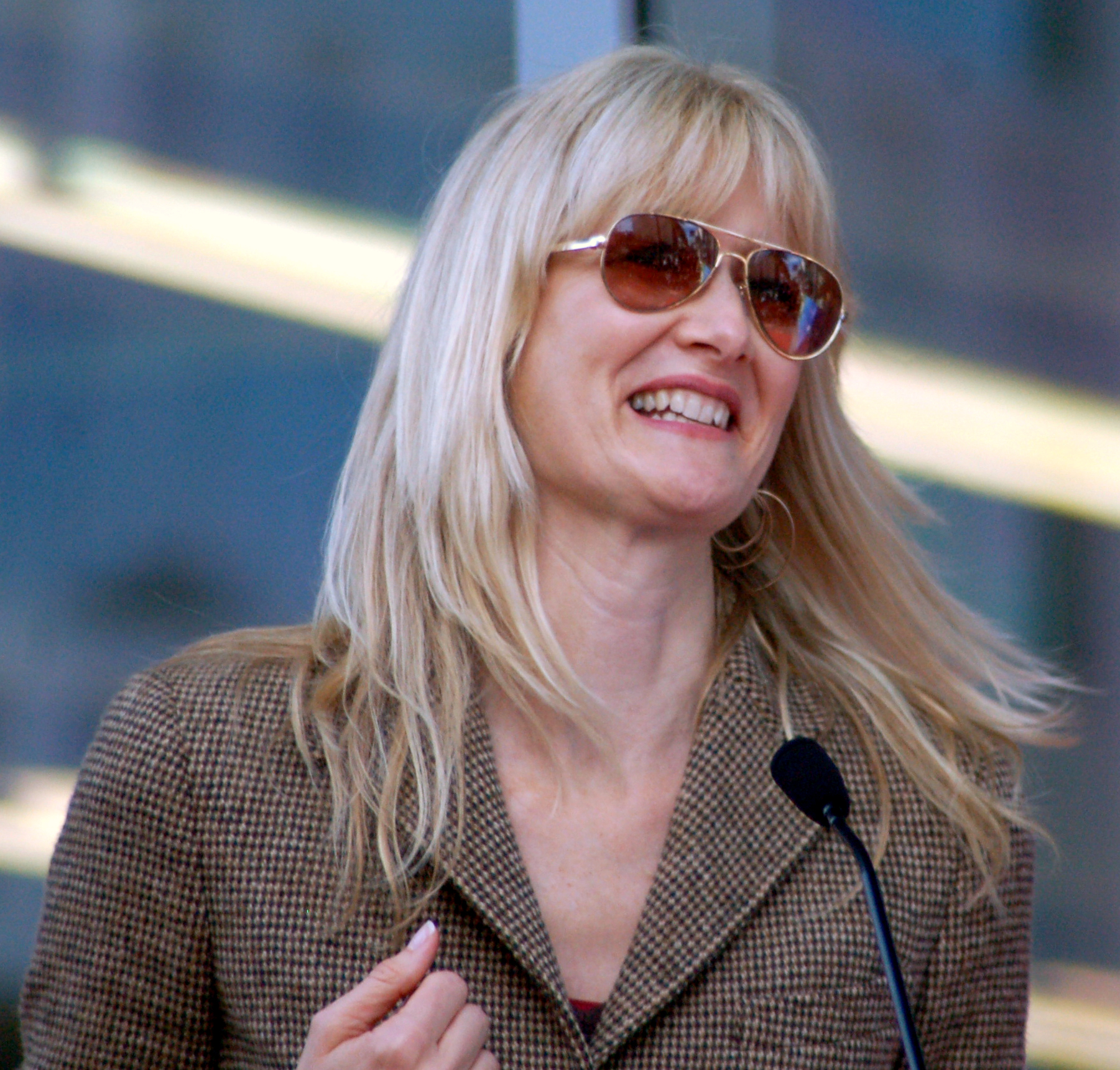
Лора Дерн

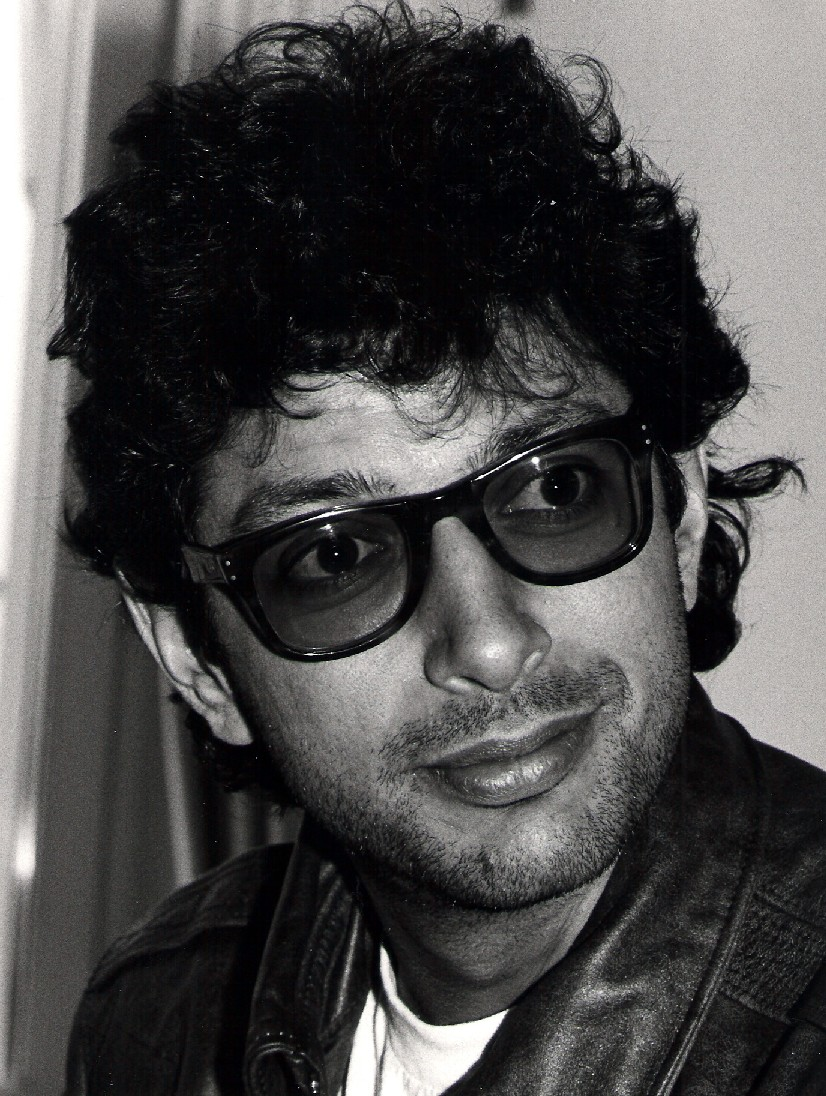
Джефф Голдблюм

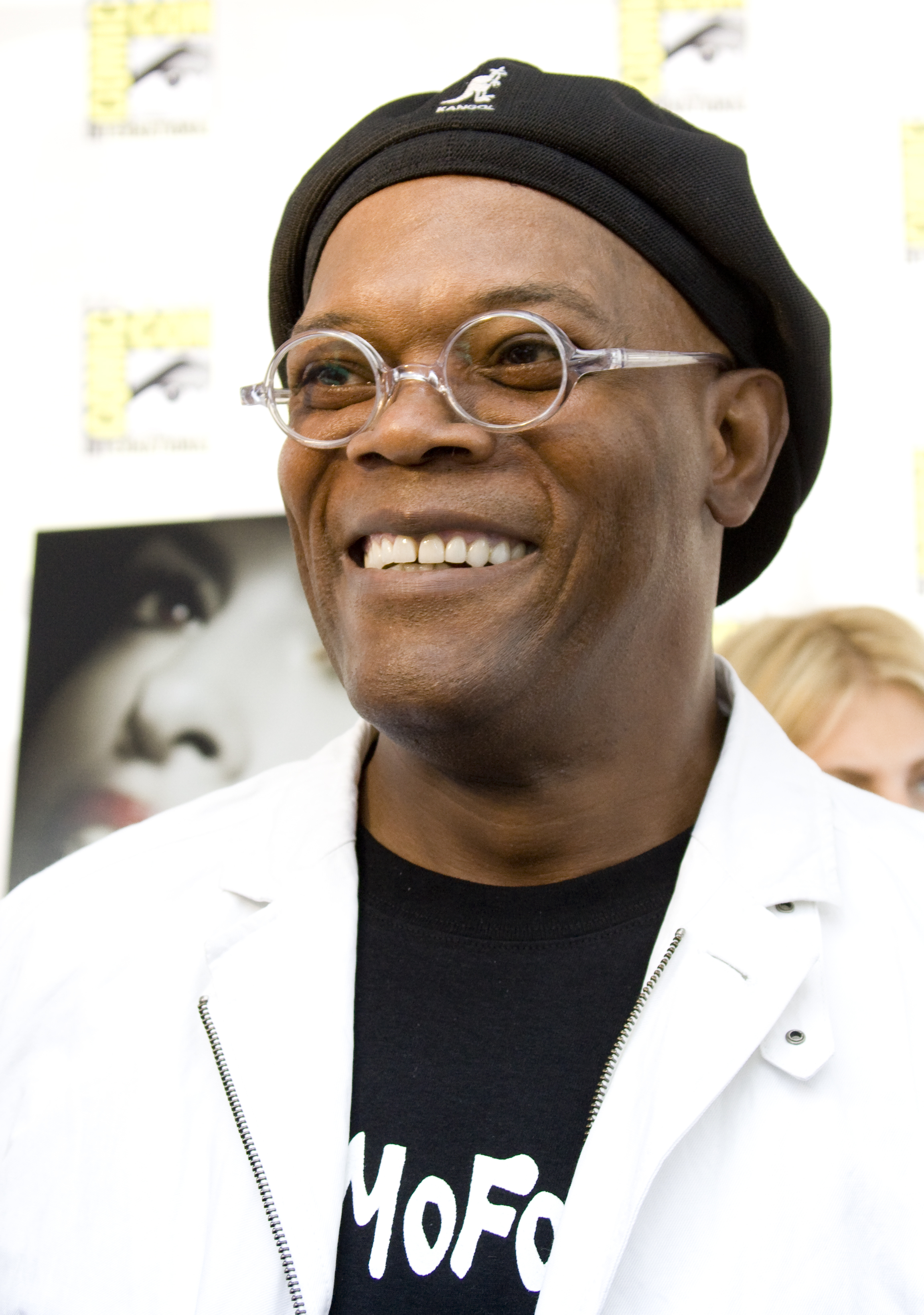
Сэмюэл Л. Джексон

- Сэм Нилл — доктор Алан Грант, палеонтолог, раскапывающий окаменелости велоцирапторов в пустошах Монтаны. Он фанатично предан своей работе. Не любил детей, которых пугает когтем раптора, но вскоре будет вынужден защищать внуков Хаммонда, к которым привязался, в результате созрел стать отцом. У Спилберга Нилл был первым претендентом на роль, но в тот момент он был слишком занят. Позднее Спилберг встречался с Ричардом Дрейфусом и Куртом Расселом, но они требовали слишком больших денег за своё участие, а Уильям Хёрт отклонил предложение[12]. Тогда Спилбергу пришлось сдвинуть съёмки на месяц, чтобы Нилл смог сыграть своего персонажа. При подготовке к съёмкам Нилл консультировался с палеонтологом Джеком Хорнером[13].
- Лора Дерн — доктор Элли Сэттлер, палеоботаник и аспирантка Алана Гранта. Дерн также встречалась с Хорнером и посещала Музей естествознания Лос-Анджелеса, учась работать с окаменелостями[13].
- Джефф Голдблюм — доктор Ян Малкольм, математик, специализирующийся на теории хаоса. Предупреждает Хаммонда об опасности воскрешения динозавров.
- Ричард Аттенборо — Джон Хаммонд, глава компании «InGen», идейный вдохновитель и руководитель «Парка юрского периода». Фильм стал первой актёрской работой Аттенборо с 1979 года[14].
- Ариана Ричардс — Лекси Мёрфи, внучка Хаммонда, вегетарианка, увлекается компьютерами.
- Джозеф Маццелло — Тимми Мёрфи, младший брат Лекси, прочитал несколько книг Гранта.
- Уэйн Найт — Деннис Недри, программист, разработавший систему управления парком. Подкуплен конкурентами Хаммонда, для которых взялся за крупную сумму похитить несколько эмбрионов динозавров. Погиб, убит дилофозавром.
- Сэмюэл Л. Джексон — Рэй Арнольд, главный инженер парка. Погиб, убит велоцираптором.
- Боб Пек — Роберт Малдун, профессиональный охотник, консультант Хаммонда. Погиб, убит велоцираптором.
- Мартин Ферреро — Дональд Дженнаро, адвокат инвесторов Хаммонда. Погиб, убит тираннозавром.
- Б. Д. Вонг — доктор Генри Ву, главный генетик парка. Единственный персонаж из первой части, появившийся также в четвёртом фильме серии.
- Кэмерон Тор — Льюис Доджсон, конкурент Хаммонда. Подкупил Недри. Появляется также в шестом фильме серии в исполнении актёра Кэмпбелла Скотта, где является генеральным директором компании «Biosyn Genetics», конкурента «InGen».
- Джералд Молен — Джерри Хардинг, ветеринар парка, появляющийся в сцене с трицератопсом (камео).
- Дин Канди — работник дока, с которым Недри разговаривает по телефону (камео).

## Производство
Ещё до публикации романа четыре студии подавались в торгах на права на его экранизацию. Universal Studios помогла Спилбергу приобрести права за 1,5 миллиона долларов до его публикации в 1990 году. Сам автор романа, Майкл Крайтон был нанят за дополнительные 500 000 долларов, чтобы адаптировать его в сценарный вариант. Кепп написал окончательную версию, внеся многочисленные изменения. Съёмки проходили в Калифорнии и на Гавайях с августа по ноябрь 1992 года, а постпроизводственный период продолжался до мая 1993 года под руководством Спилберга в Польше, где он снимал свой следующий фильм «Список Шиндлера». Динозавры были созданы с помощью революционных на то время компьютерных изображений от компании Industrial Light & Magic и аниматронных динозавров в натуральную величину, построенных командой Стэна Уинстона. Чтобы продемонстрировать звуковой дизайн фильма, который включал в себя смесь различных звуков животных для демонстрации голосов динозавров, Спилберг инвестировал в создание DTS, компании, специализирующейся на цифровых форматах объёмного звука.

## Выпуск
Премьера фильма состоялась 9 июня 1993 года в театре «Uptown» в Вашингтоне, округ Колумбия, и 11 июня в США. Кинокартина заработала более 914 миллионов долларов по всему миру в своём первоначальном прокате, став на то время самым кассовым фильмом, превзойдя собственный фильм режиссёра «Инопланетянин». Этот рекорд удерживался до выхода «Титаника» Дж. Кэмерона в 1997 году. «Парк юрского периода» получил положительные отзывы от критиков, которые отметили спецэффекты, звуковой дизайн и режиссуру Спилберга. После повторного проката в 2013 году в честь 20-летия фильм стал старейшим в истории, сборы которого превысили 1 миллиард долларов и семнадцатым в общем зачёте.

## Награды и номинации
Фильм получил более 20 наград, в том числе три премии «Оскар» за технические достижения в области звука, монтажа звуковых эффектов и визуальных эффектов.
| Категория                                                                         | Номинанты                                                           | Итог           |                |
| «Оскар» (1994)                                                                    | «Оскар» (1994)                                                      | «Оскар» (1994) | «Оскар» (1994) |
| --------------------------------------------------------------------------------- | ------------------------------------------------------------------- | -------------- | -------------- |
| Лучшие визуальные эффекты                                                         | Деннис Мьюрен, Стэн Уинстон, Фил Типпетт, Майкл Лантьери            | Победа         |                |
| Лучший звук                                                                       | Гэри Саммерс, Гэри Райдстром, Шон Мерфи, Рон Джадкинс               | Победа         |                |
| Лучший монтаж звуковых эффектов                                                   | Гэри Райдстром, Ричард Химнс                                        | Победа         |                |
| BAFTA (1994)                                                                      |                                                                     |                |                |
| Лучшие спецэффекты                                                                | Деннис Мьюрен, Стэн Уинстон, Фил Типпетт, Майкл Лантьери            | Победа         |                |
| Лучший звук                                                                       | Ричард Химнс, Рон Джадкинс, Гэри Саммерс, Гэри Райдстром, Шон Мерфи | Номинация      |                |
| «Сатурн» (1994)                                                                   |                                                                     |                |                |
| Лучший научно-фантастический фильм                                                |                                                                     | Победа         |                |
| Лучший режиссёр                                                                   | Стивен Спилберг                                                     | Победа         |                |
| Лучший сценарий                                                                   | Майкл Крайтон и Дэвид Кепп                                          | Победа         |                |
| Лучшие спецэффекты                                                                | Деннис Мьюрен, Стэн Уинстон, Фил Типпетт, Майкл Лантьери            | Победа         |                |
| Лучшая актриса                                                                    | Лора Дерн                                                           | Номинация      |                |
| Лучший актёр второго плана                                                        | Джефф Голдблюм                                                      | Номинация      |                |
| Лучший актёр второго плана                                                        | Уэйн Найт                                                           | Номинация      |                |
| Лучший молодой актёр или актриса                                                  | Джозеф Маццелло                                                     | Номинация      |                |
| Лучший молодой актёр или актриса                                                  | Ариана Ричардс                                                      | Номинация      |                |
| Лучшая музыка                                                                     | Джон Уильямс                                                        | Номинация      |                |
| Лучшие костюмы                                                                    | Сью Мур, Эрик Х. Сандберг                                           | Номинация      |                |
| Премия Брэма Стокера (1994)                                                       |                                                                     |                |                |
| Other Media (за сценарий)                                                         | Майкл Крайтон и Дэвид Кепп                                          | Номинация      |                |
| «Молодой актёр» (1994)                                                            |                                                                     |                |                |
| Лучшая молодая актриса в драматическом фильме                                     | Ариана Ричардс                                                      | Победа         |                |
| Лучший молодой актёр второго плана в драматическом фильме                         | Джозеф Маццелло                                                     | Победа         |                |
| Лучший семейный фильм — боевик или приключения                                    | Universal Pictures                                                  | Победа         |                |
| MTV Movie Awards (1994)                                                           |                                                                     |                |                |
| Лучший фильм                                                                      |                                                                     | Номинация      |                |
| Самый зрелищный эпизод                                                            | сцена погони Ти-Рекса за джипом                                     | Номинация      |                |
| Лучший кинозлодей                                                                 | Ти-Рекс                                                             | Номинация      |                |
| «Грэмми» (1994)                                                                   |                                                                     |                |                |
| Лучшая инструментальная композиция, написанная для кинофильма или для телевидения | Джон Уильямс                                                        | Номинация      |                |